# Pałac Dembińskich w Warszawie

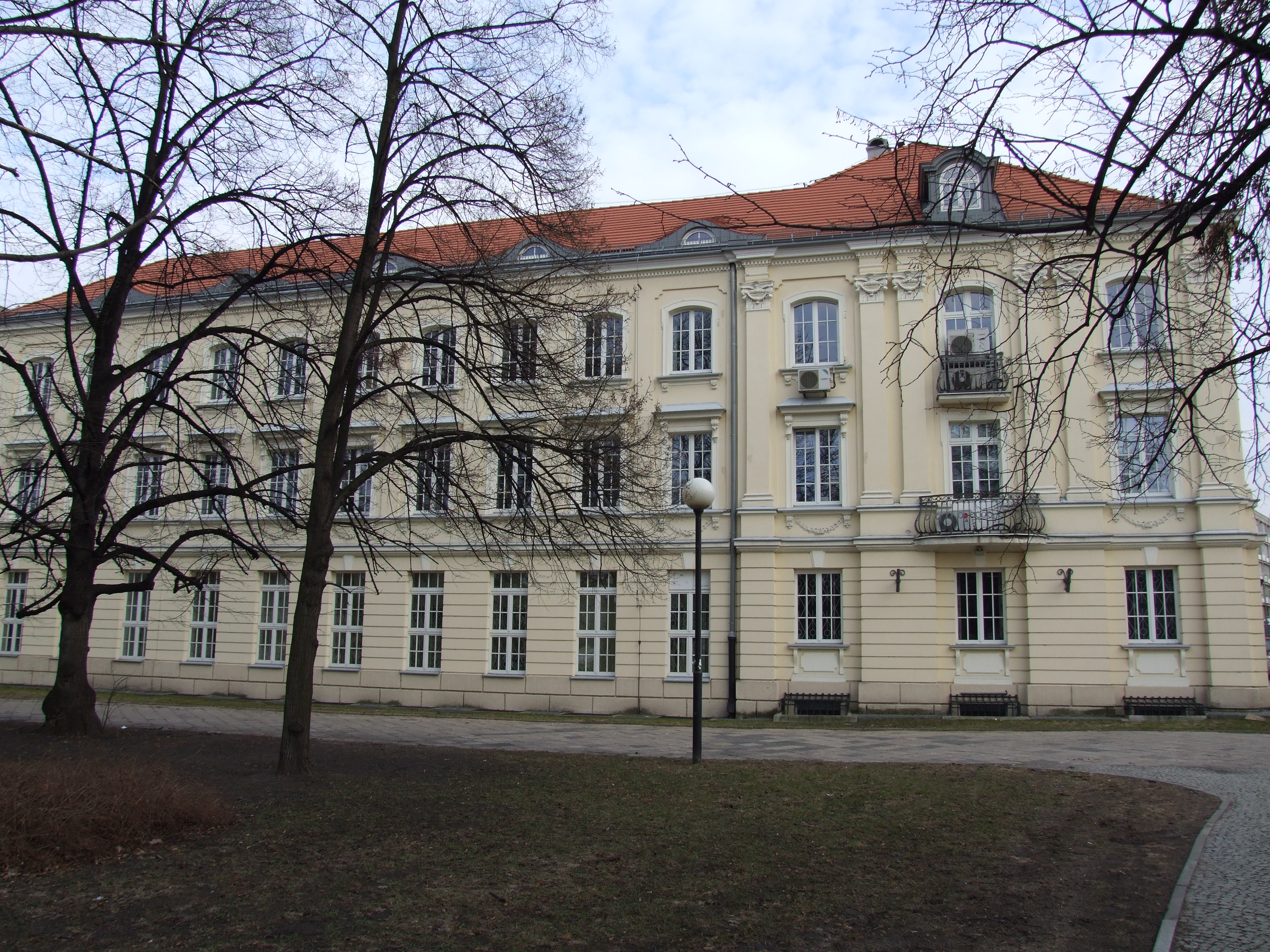
Pałac Dembińskich widoczny ze strony Parku przy al. Solidarności

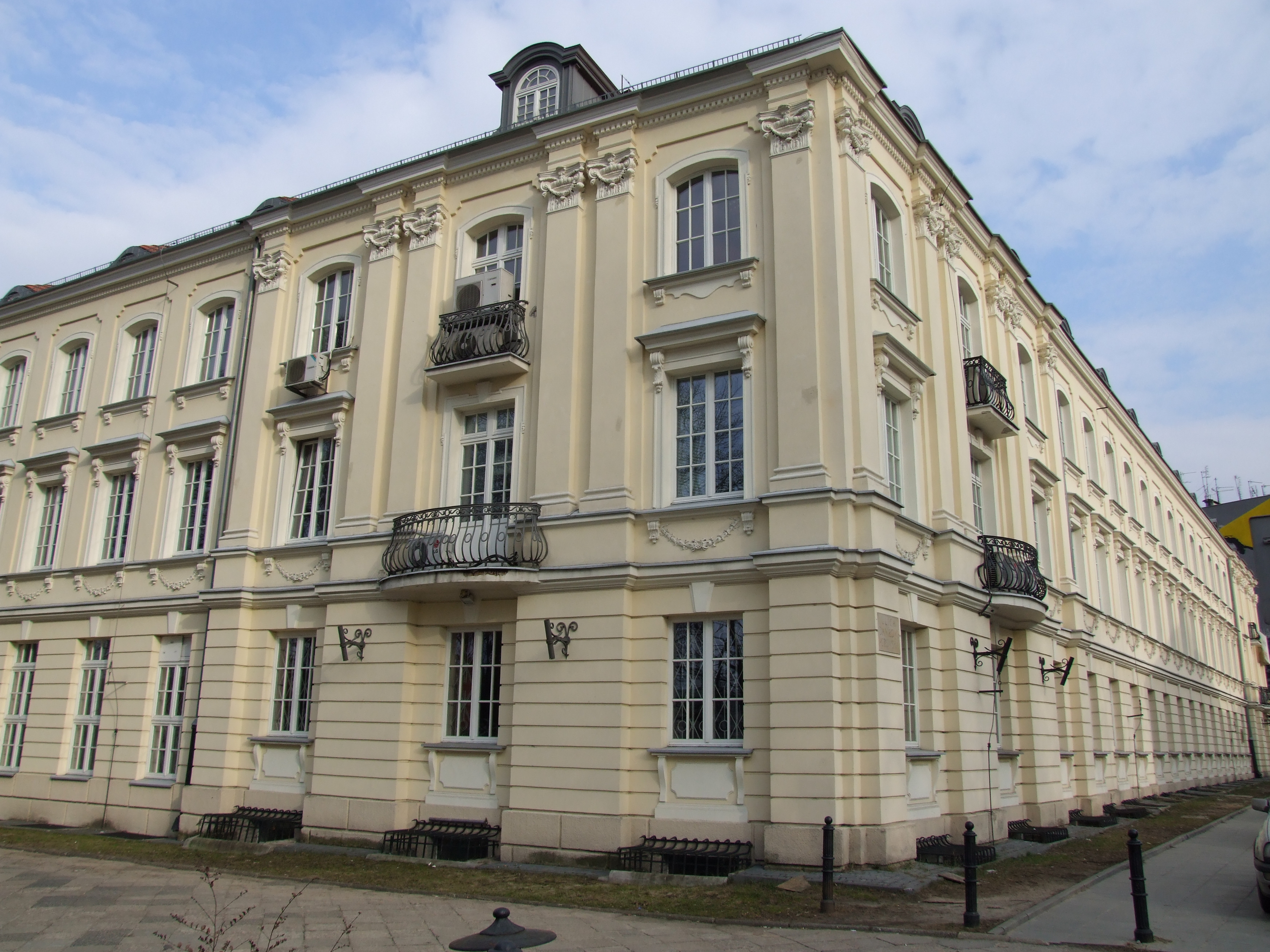
Pałac Dembińskich, najdalej wysunięty na zachód róg budynku (ul. Nowy Przejazd)

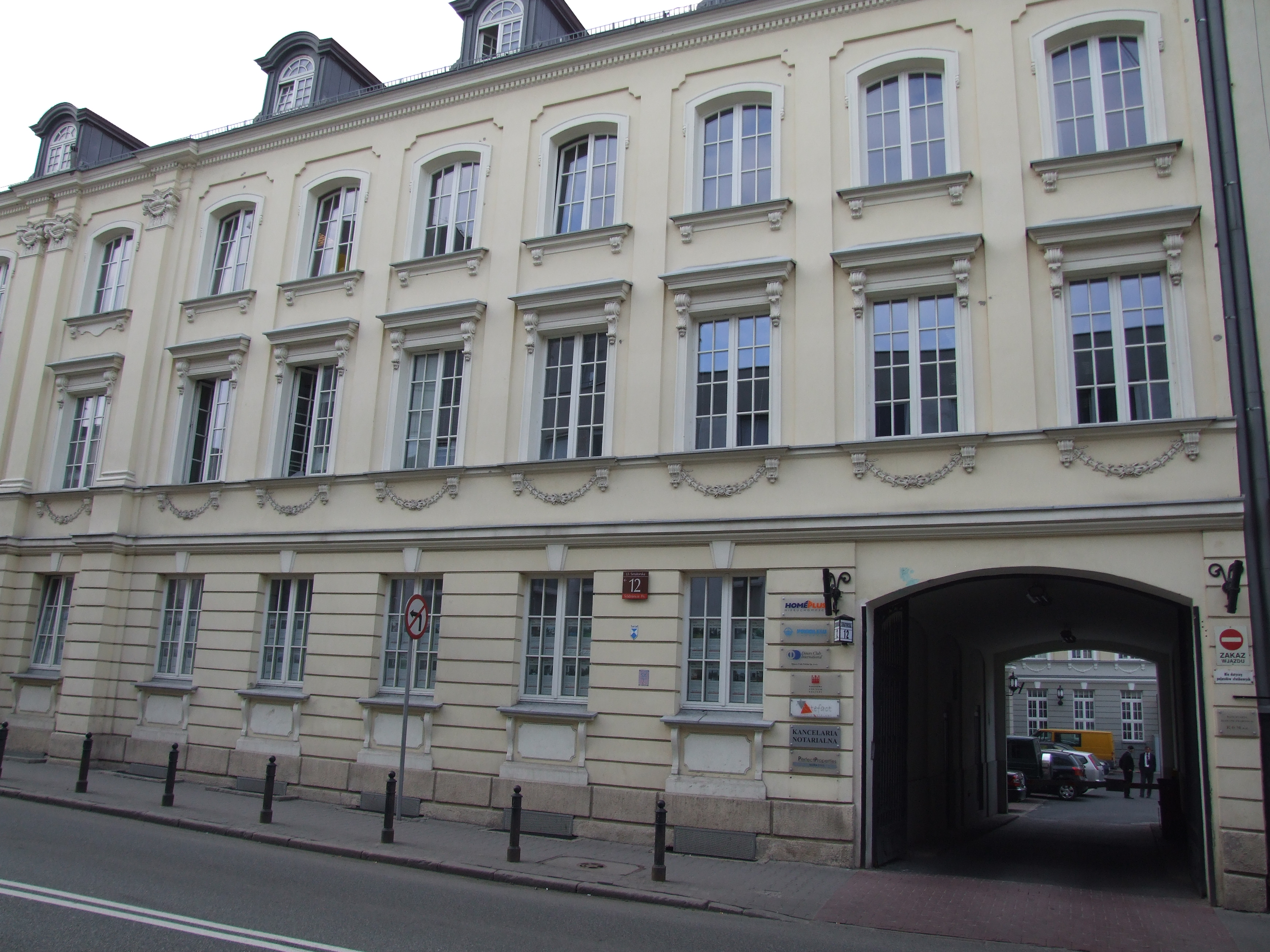
Pałac Dembińskich od ul. Senatorskiej

Pałac Dembińskich – zabytkowy budynek pochodzący z XVIII w. Znajduje się w Warszawie, przy ulicy Senatorskiej 12.

## Pierwotna właścicielka
Urszula z Morsztynów (herbu Leliwa) żyła w latach 1746–1825. W roku 1762 poślubiła Franciszka z Dembian Dembińskiego (spod herbu Rawicz). Obecnie jej mecenat uważany jest za jeden z najbardziej interesujących z końca XVIII wieku. W jej majątek wchodził m.in.: barokowy kompleks parkowo-pałacowy w Szczekocinach (gościła tu króla Polski Stanisława Augusta Poniatowskiego, Tadeusza Kościuszkę, biskupa Adama Stanisława Krasińskiego), barokowo-klasycystyczny dwór w Rusinowie. Jej miejsce pobytu ulegało zmianie ze względu na towarzyszące okoliczności polityczno-towarzyskie.